# F. D. Project

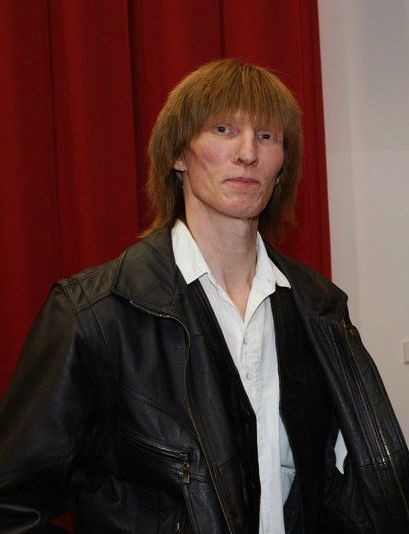
Frank Dorittke auf der Schallwelle-Preisverleihung, 2009

F.D.Project ist ein deutsches Musikprojekt aus dem Bereich Elektronische Musik. Dahinter verbirgt sich der Musiker und Komponist Frank Dorittke (* 27. Oktober 1964 in Dinslaken). Sein musikalischer Stil reicht von Berliner Schule bis hin zu Rock. Markenzeichen seiner Kompositionen ist das einfühlsame Gitarrenspiel, oft mit Referenzen an die Musik Mike Oldfields.

## Leben
Bereits früh fand Frank Dorittke seine Liebe zur Musik und zur Gitarre und ist seit 1989 Gitarrist der Dinslakener Hardrock-Band Imagine. In der Band spielt er die Lead-Gitarre, eine Gibson Flying V Lefthand, eine spezielle Version für Linkshänder. Weitere Mitglieder der Band sind Horst Juhst (Gesang und Bass), Gilbert Steffan (Gesang und Schlagzeug) und Artur Linke (Gitarre).
Anfang der 1990er Jahre entdeckte er die Elektronische Musik als zweite Passion, insbesondere durch die Werke von Tangerine Dream (Stratosfear), Klaus Schulze und Jean-Michel Jarre. Er begann, mit Hilfe eines Commodore 64 und dem Sequenzer-Programm Studio 16 von Steinberg, eigene Stücke zu schreiben. Im Laufe der Jahre erweiterte er sein Equipment um Synthesizer und Effektgeräte. Erst 2003 erschien seine erste CD Electronic Dreams. Bei den Schwingungenwahlen im gleichen Jahr wurde er als „Bester Neuling“ ausgezeichnet. Es folgten weitere Auszeichnungen für die nachfolgenden Alben.
Erstmals bei einem Live-Konzert im Mai 2009, anschließend in Derby und im Januar 2010 in Oirschot spielt F.D.Project in einer neuen Formation zusammen mit Ron Boots und Harold van der Heijden (Schlagzeug).

## Diskografie
- Electronic Dreams (2003)
- Blue Visions (2004)
- FD Project Live - Electric Visions (DVD) (2004)
- Mountainway (2005)
- Timeless (2006)
- The Journey to another Place (2007)
- Heavensgate (2009)
- Derby! (Live, mit Ron Boots und Harold van der Heijden, 2009)